# Telescopi de Newton

Telescopi de Newton

El telescopi de Newton és un tipus de telescopi reflector inventat pel científic britànic Isaac Newton (1642–1727), usant un mirall primari còncau i un mirall secundari al pla diagonal. El telescopi de Newton fou acabat el 1668 i és el més antic dels telescopi refractors funcionals conegut. El disseny senzill del telescopi de Newton el feu molt popular entre els fabricants de telescopis aficionats.
Aquest dispositiu presenta un objectiu reflector » (que reflecteix la llum) a diferència del telescopi refractor (la llum travessa les parts òptiques i la refracta).

## Principi òptic

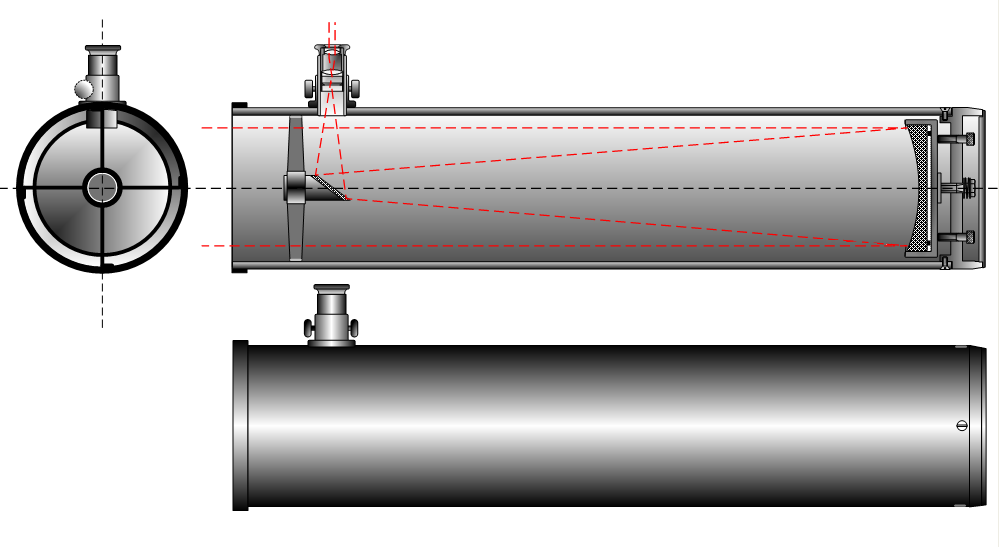
Trajecte dels raigs de llum dins el telescopi de Newton et principe

El telescopi està compost d'un mirall primari o objectiu, de forma teòricament paraboloide (en la pràctica esfèrica) i d'un mirall més petit anomenat « secundari » pla. El primer mirall permet recollir la llum provinent de la regió del cel, el segon permet desviar-la fora de l'eix òptic de manera perpendicular.
El primer mirall es caracteritza per:
- El seu diàmetre (o obertura). La quantitat de llum recollida així com el poder de resolució (angular) de l'instrument depenen d'aquest últim. La quantitat de llum és proporcional al quadrat del diàmetre.
- La distància entre el centre del mirall i el punt focal imatge (lloc on es forma la imatge d'un objecte situat a l'infinit) anomenada distància focal. És la que determina la mida, en el pla focal, de la imatge primària de l'objecte observat.

D'aquesta manera es pot determinar la relació F/D (focal sobre el diàmetre) que dona una indicació sobre les produccions fotogràfiques de l'aparell però alhora de la facilitat de la posada a punt.
Una relació F/D de 10 és per una utilització més aviat planetària (objectes brillants però petits) mentre que una relació F/D de 3-4 es dedica a objectes de l'espai profund.